# OŠK Trenčianske Stankovce
OŠK Trenčianske Stankovce là một câu lạc bộ bóng đá Slovakia đến từ Trenčianske Stankovce. Hiện tại đội bóng thi đấu ở Majstrovstvá regiónu Západ Tây.

## Màu sắc và huy hiệu
Màu sắc của đội bóng là vàng và đen.